# Jeux des îles de l'océan Indien 1993
Navigation
Édition précédente Édition suivante
Les Jeux des îles de l'océan Indien 1993 sont des jeux sportifs qui ont eu lieu en 1993 aux Seychelles. Il s'agit de la quatrième édition des Jeux des îles de l'océan Indien, une compétition reconnue par le Comité international olympique et impliquant une demi-douzaine d'îles du sud-ouest de l'océan Indien depuis 1979.

## Tableau des médailles
Le tableau suivant présente le bilan par nation des médailles obtenues lors de ces Jeux.
| Rang | Nation     | Or | Argent | Bronze | Total |
| ---- | ---------- | -- | ------ | ------ | ----- |
| 1    | La Réunion | 64 | 57     | 34     | 155   |
| 2    | Maurice    | 51 | 45     | 50     | 146   |
| 3    | Madagascar | 30 | 33     | 41     | 104   |
| 4    | Seychelles | 19 | 24     | 32     | 75    |
| 5    | Comores    | 0  | 1      | 2      | 3     |
| 6    | Maldives   | 0  | 1      | 1      | 2     |